# Kálnoki-Gyöngyössy Márton
Kálnoki-Gyöngyössy Márton (Gyöngyössy Márton; K. Gyöngyössy Márton) (Budapest, 1972. február 28.) magyar régész, történész, jogász, közigazgatás-tudós és politikus, az ELTE BTK Történelem Segédtudományai Tanszék habilitált egyetemi docense, az MTA doktora. Kubinyi András tanítványa. Fő kutatási területe a pénztörténet, a numizmatika, valamint a régészeti jog. 2010–2011-ben a Nemzeti Erőforrás Minisztérium helyettes államtitkára volt.

## Életpályája
1991 és 1997 között a budapesti Eötvös Loránd Tudományegyetemen régészeti és történelmi tanulmányokat folytatott, okleveles régészi és történelem szakos középiskolai tanári diplomát szerzett. 1997 óta a Magyar Numizmatikai Társulat tagja. Ezt követően doktori iskolán vett részt. PhD időszaka 1997 és 2000 között volt. Kubinyi András témavezetése mellett Magyarország késő középkori pénztörténetének kutatásával foglalkozott. Dolgozatának címe: „Mátyás pénzreformja és annak folytatásai 1521-ig”. 2002-ben szerzett PhD tudományos fokozatot numizmatikából.
1997 és 2002 között a budapesti Pázmány Péter Katolikus Egyetem Jog- és Államtudományi Karán jogi tanulmányokat folytatott, majd okleveles jogász végzettséget szerzett.
Számos bel- és külföldi ösztöndíjban részesült, illetve tanulmányutakon vett részt. 2000 és 2004 között az ELTE egyetemi tanársegédje, majd 2004-től egyetemi adjunktusa volt. 2011-ben egyetemi docensi kinevezést kapott.
2006-ban habilitált az Eötvös Loránd Tudományegyetemen. Habilitációs értekezése („A magyar aranypénzverés első évszázadai”) ezt követően nyomtatásban is megjelent („Florenus hungaricalis. Aranypénzverés a középkori Magyarországon”).
2007-től a Pest Megyei Múzeumok Igazgatósága igazgatói tisztét töltötte be. Orbán Viktor miniszterelnök dr. Kálnoki-Gyöngyössy Mártont (2010. június 16-i hatállyal) a Nemzeti Erőforrás Minisztérium (NEFMI) helyettes államtitkárává nevezte ki, mely tisztségéről 2011. január 19-én lemondott, és a miniszterelnök 2011. február 3-án lemondását elfogadta. 2011 és 2013 között ismét a Pest Megyei Múzeumok Igazgatósága, majd 2013 és 2015 között a szentendrei Ferenczy Múzeum igazgatója volt. Tagja volt az Oktatási és Kulturális Minisztérium Kulturális Ágazati Szakmapolitikai Tanácsának (2009–2010) és a Nemzeti Kulturális Alap Közgyűjteményi Kollégiumának (2012–2015).
2011 és 2015 között a Megyei Múzeumok Igazgatóságainak Szövetsége, majd a Magyar Vidéki Múzeumok Szövetsége elnöke volt.
2017-ben megszerezte az MTA doktora tudományos címet, értekezésének címe: „Pénzverés és pénzforgalom Nyugat-Magyarországon (1387–1608)”.
Közel nyolc esztendőn keresztül vett részt a kulturális jogalkotásban, ennek kapcsán muzeológiai és igazgatástörténeti kutatásokat is folytatott. Eredményeit doktori értekezésben foglalta össze, amellyel 2019-ben újabb doktori (PhD) fokozatot szerzett, ezúttal közigazgatás-tudományból, a Nemzeti Közszolgálati Egyetemen. Dolgozatának címe: „A magyar múzeumügy a jogszabályalkotás tükrében (1777–2010)”.

## Ösztöndíjai, tanulmányútjai
- 2019–2019 [Spanyolország] Museu Nacional d’Art de Catalunya, Barcelona (Támogató: ERASMUS +)
- 2019–2019 [Románia] Muzeul Bucovinei, Suceava (Támogató: ERASMUS +)
- 2018–2018 [Ausztria] Kunsthistorisches Museum, Wien (Támogató: ERASMUS +)
- 2006–2006 [Törökország] Deutsches Archäologisches Institut, İstanbul (Támogató: Széchenyi István Ösztöndíj Alapítvány)
- 2004–2006 [Magyarország] ELTE (Támogató: Magyar Tudományos Akadémia: Bolyai János Kutatói Ösztöndíj)
- 2004–2004 [Magyarország] ELTE (Támogató: Habsburg-kori Kutatások Közalapítvány, Habsburg Történeti Intézet: Habsburg Kutatási Ösztöndíj)
- 2003–2004 [Magyarország] ELTE (Támogató: Alapítvány a Magyar Felsőoktatásért és Kutatásért: Magyary Zoltán Posztdoktori Ösztöndíj)
- 2003–2003 [Törökország] Ankara Üniversitesi (Támogató: Széchenyi István Ösztöndíj Alapítvány)
- 2001–2001 [Ausztria] Universität Wien (Támogató: Osztrák-Magyar Akció Alapítvány)
- 1999–2000 [Németország] Ludwig-Maximilians-Universität, München

## Publikációi
Publikációit Gyöngyössy Márton néven adta ki.
- Altin, akcse, mangir… Oszmán pénzek forgalma a kora újkori Magyarországon; Martin Opitz, Bp., 2004; p. 111 ISBN 963-217-432-1
- Középkori magyar aranyforintok; Magyar Nemzeti Bank, Bp., 2005; p. 167 ISBN 963-9383-62-7 (angolul is)
- Pénzgazdálkodás és monetáris politika a késő középkori Magyarországon; Gondolat, Bp., 2003; p. 359 ISBN 963-9500-75-5
- Gyöngyössy Márton: Új oszmán pénztörténet felé. In: KLIÓ történettudományi szemléző folyóirat, 2004/3.
- Pest megye címertani öröksége. 19. századi kápolna a Vármegyeházán; PMMI Ferenczy Múzeuma, Szentendre, 2007 (Pest megyei múzeumi füzetek)
- Florenus Hungaricalis. Aranypénzverés a középkori Magyarországon; Martin Opitz, Budapest, 2008
- A királyi Magyarország pénztörténete, 1527–1608; Martin Opitz, Budapest, 2010
- Magyar pénztörténet, 1000–1540; Martin Opitz, Budapest, 2012